# Halldóra Geirharðsdóttir
Halldóra Geirharðsdóttir, née le 12 août 1968 à Reykjavik, est une  actrice islandaise.

## Biographie
Halldóra Geirharðsdóttir est une comédienne réputée en Islande,.
En 2018, elle tient la vedette du film Woman at War de Benedikt Erlingsson, dans lequel elle tient le double rôle de Halla et de sa sœur jumelle Ása. Halla est une activiste écologique de 49 ans en guerre contre un géant de l’aluminium qui dénature le paysage et pollue la terre. Pour ce rôle un journaliste de Télérama l'a qualifiée de stupéfiante.  

## Filmographie
- Metalhead (Málmhaus), Ragnar Bragason, 1h 37min, 2013
- Des chevaux et des hommes (Hross í oss), Benedikt Erlingsson, 2013, 1h 21min
- Fangar, Ragnar Bragason, 6 épisodes de 50 minutes, 2017
- Woman at War (Kona fer í stríð), Benedikt Erlingsson, 2018, 1h 41min